# Noss
Noss è una piccola isola sull'oceano Atlantico della Scozia nord-orientale, facente parte dell'arcipelago delle Shetland. L'isola è disabitata e viene usata come pascolo per pecore. È inoltre una riserva naturale dal 1955.

## Geografia
Noss è separata dalla vicina Bressay dallo stretto di Noss Sound. Viene utilizzata per l'ovinicoltura sin dal 1900.
In precedenza Noss non era un'isola disabitata poiché fino al 1851 vi vivevano venti persone, ma è dal 1939 che sull'isola non ci sono abitanti permanenti. La zona più abitata dell'isola era la zona bassa occidentale che fu chiamata Gungstie (che in norreno significa "zona di sbarco"). Gungstie fu costruita nel 1670 ed è attualmente utilizzata dagli operatori stagionali che si occupano della salvaguardia dell'isola. Altro insediamento dell'isola era Setter nella zona sud-orientale abitata fino agli anni ottanta del 1800, oggi abbandonato.

## Natura
Noss è una riserva naturale dal 1955. L'isola è collegata a Bressay da un servizio stagionale di traghetto roll-on/roll-off, gestito dai custodi che si occupano della salvaguardia dell'isola, i quali utilizzano un gommone. Le attrazioni di Noss sono il centro di informazioni per turisti, il Pony Pund, costruito per nutrire gli Shetland, l'isoletta Holm of Noss e la falesia Noup.
Le scogliere di arenaria di Noss sono state modellate in una serie di sporgenze orizzontali rendendole zona ideale per sule, pulcinelle di mare, urie, marangoni, gabbiani tridattili, gazze marine, fulmari e stercorari maggiori. Le lontre sono spesso avvistate sull'isola.

## Galleria d'immagini

Immagini di Noss
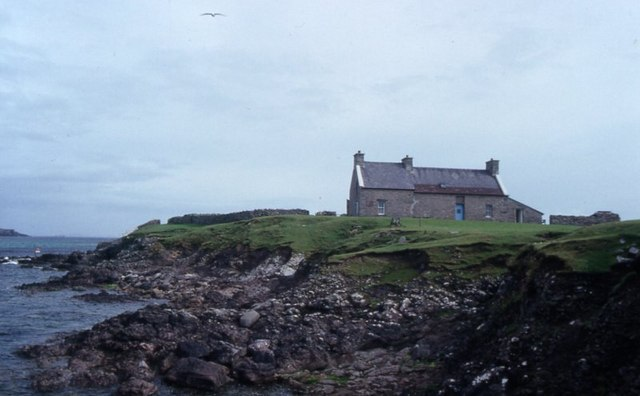
Il centro di informazioni per turisti di Noss
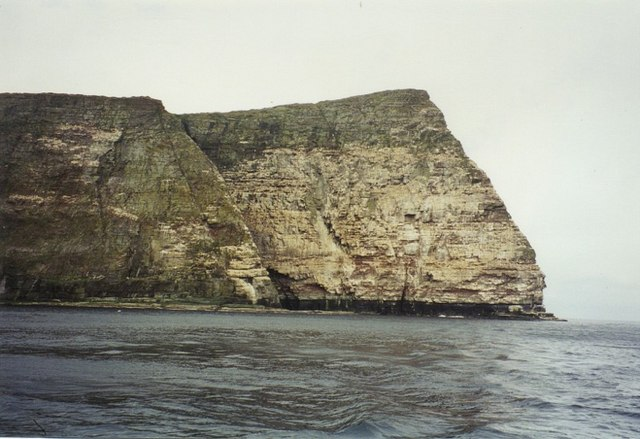
La falesia di Noup
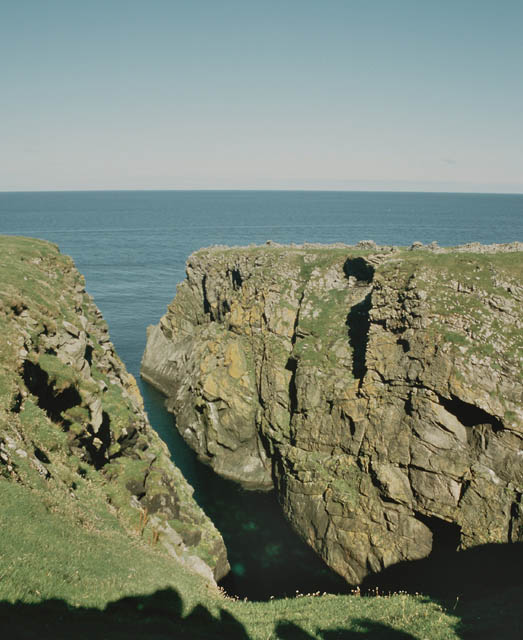
Pundsgeo
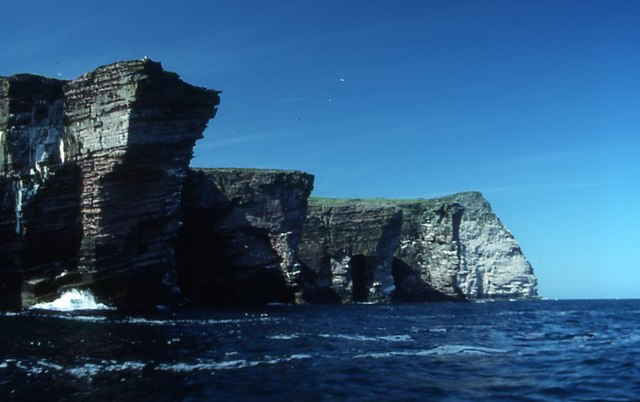
L'isolotto di Holm of Noss
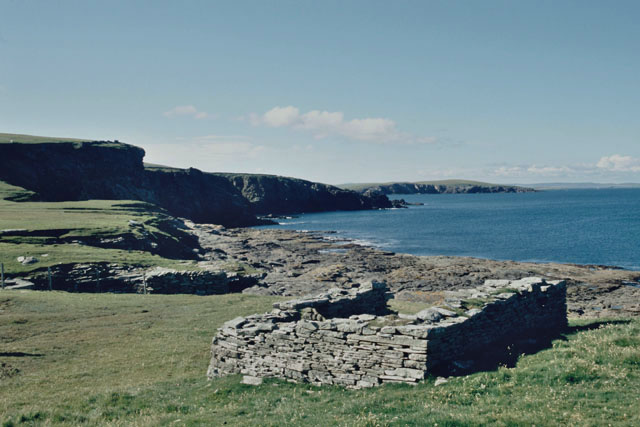
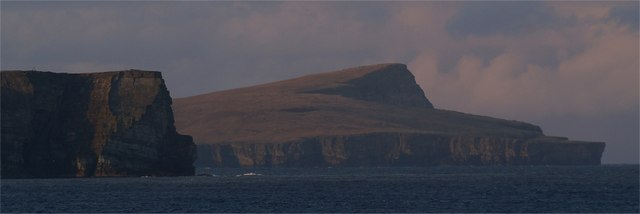